# VV Baronie in het seizoen 1963/64
Het seizoen 1963/1964 was het negende jaar in het bestaan van de Bredase betaaldvoetbalclub Baronie. De club kwam uit in de Tweede divisie B en eindigde daarin op de 11e plaats. Tevens deed de club mee aan het toernooi om de KNVB beker, hierin werd de club in de eerste ronde, na strafschoppen, uitgeschakeld door VVV (0–0).

## Wedstrijdstatistieken

### Tweede divisie B
|       | AGOVV | D.F.C. | De Graafschap | Helmondia '55 | Hermes DVS | Limburgia | LONGA | N.E.C. | NOAD  | Roda JC | SVV   | Vitesse | Wageningen | Wilhelmina | Xerxes |
| ----- | ----- | ------ | ------------- | ------------- | ---------- | --------- | ----- | ------ | ----- | ------- | ----- | ------- | ---------- | ---------- | ------ |
| Thuis | 3 – 1 | 1 – 3  | 0 – 2         | 3 – 1         | 0 – 1      | 1 – 2     | 2 – 0 | 0 – 3  | 0 – 0 | 0 – 5   | 3 – 0 | 1 – 1   | 3 – 0      | 2 – 4      | 1 – 2  |
| Uit   | 1 – 3 | 2 – 2  | 0 – 3         | 2 – 1         | 0 – 1      | 1 – 0     | 1 – 3 | 1 – 1  | 7 – 3 | 3 – 3   | 2 – 1 | 2 – 1   | 2 – 2      | 1 – 2      | 5 – 0  |

### KNVB beker
| 1e ronde                                      | Baronie | 0 – 0 n.v. VVV wint na strafschoppen | VVV |
| 29 september 1963 Plaats: Breda De Blauwe Kei |         |                                      |     |

## Statistieken Baronie 1963/1964

### Eindstand Baronie in de Nederlandse Tweede divisie B 1963 / 1964
| Stand | Gespeeld | Gewonnen | Gelijk | Verloren | Punten | Doelpunten voor | Doelpunten tegen |
| ----- | -------- | -------- | ------ | -------- | ------ | --------------- | ---------------- |
| 11e   | 30       | 10       | 6      | 14       | 26     | 46              | 55               |

### Topscorers
| #      | Naam              | Goal |
| ------ | ----------------- | ---- |
| 1.     | Ad Vermolen       | 12   |
| 2.     | Ad van Ierssel    | 5    |
| 2.     | Ad Kop            | 5    |
| 4.     | Theo Bilok        | 3    |
| 4.     | Kees van Ierssel  | 3    |
| 4.     | Hans de Jongh     | 3    |
| 4.     | Joop van Knijff   | 3    |
| 4.     | Jan Segers        | 3    |
| 4.     | Henny Soffers     | 3    |
| 10.    | Brouwers          | 2    |
| 10.    | Cees Schoenmakers | 2    |
| 12.    | Addy Brouwers     | 1    |
| 12.    | Van Ierssel       | 1    |
| Totaal | Totaal            | 46   |

| #      | Naam        | Goal |
| ------ | ----------- | ---- |
| –      | Geen speler | 0    |
| Totaal | Totaal      | 0    |